# Karlheinz Höger
Karl-Heinz Höger (* 9. Januar 1922; † 3. Dezember 2009) war ein deutscher Fußballspieler, der als Torhüter für Werder Bremen, die SpVgg Fürth und Schwarz-Weiß Essen von 1947 bis 1955 in den seinerzeit erstklassigen Fußball-Oberligen Nord, Süd und West insgesamt 157 Ligaspiele absolviert hat.

## Laufbahn

### Jugend und Zweiter Weltkrieg
Der Sohn des Ex-Nationalstürmers Karl Höger verbrachte die ersten Jugendjahre in Mülheim an der Ruhr bei Germania und beim SV 06, dann folgte eine kurze Zeit beim VfB Speldorf. Durch die Trainerübernahme seines Vaters beim Gauligisten SV Dessau 05 ging es nach Mitteldeutschland. Dort kam er in den Kriegsjahren auch für die Nullfünfer zu einigen Einsätzen in der Gauliga Mitte. Als Wehrmachtsangehöriger wurde er nach Hamburg versetzt und kam somit auch für den Hamburger SV und den LSV Hamburg als Gastspieler in der Gauliga Nordmark zum Einsatz. Bei Prüß und Irle ist explizit sein Einsatz am 12. April 1942 beim 3:1-Sieg bei Holstein Kiel im Tor des Hamburger SV notiert. In der gleichen Datensammlung sind auch vier Einsätze für die Rautenträgern im Mai/Juni 1942 im Tschammerpokal-Wettbewerb gegen den LSV Uetersen, VfB Kiel und der SG Ordnungspolizei Lübeck, sowie am 19. Juli gegen den Eimsbütteler TV festgehalten. Als Spieler der Militärfußballmannschaft Rote Jäger wurde er am 4. März 1944 in Cloppenburg beim 6:0-Sieg über die Spielgemeinschaft LSV Ahlhorn/Reichsbahn Cloppenburg – vorwiegend aus Soldaten der Wehrmacht bestehend – eingesetzt.
Die Roten Jäger spielten mit:
Karl Flinner (Wilhelmshaven 05) – Siegfried „Friedel“ Klagges (SG Wattenscheid 09), Hermann Koch (Schwaben Augsburg) – Werner Humpert (Sportfreunde Dresden), Alfons Moog (VfL Köln 1899), Bruno Klaffke (Duisburger FV 08) – Karl-Heinz Höger (SV Dessau 05), Franz Hanreiter (SK Admira Wien), Walter Bammes (SpVgg Fürth), Fritz Walter (1. FC Kaiserslautern), Richard Leonhardt (Planitzer SC).
Nach dem Ende des Zweiten Weltkriegs war er anfänglich für die SG Dessau-Nord aktiv, ehe er sich zum Start der Oberliga Nord, 1947/48, Werder Bremen anschloss, der auch Karl Höger als Trainer angeheuert hatte.

### Oberligafußball und Peine
Mit den Grün-Weißen von der Weser eröffnete der Torhüter am 14. September 1947 mit einer 4:7-Auswärtsniederlage beim VfB Lübeck die Oberligarunde. Vor Höger bildeten Eduard Hundt, Hans Manthey, Hermann Kraatz, Ewald Fehrmann und Hans Tibulsky die anfällige Werder-Defensive. Die beiden Spiele im Lokalderby gegen den Bremer SV (4:1, 2:0) wurden zwar gewonnen, um das Rennen um den ersten Nordtitel konnte aber nicht eingegriffen werden. Höger hatte alle 22 Rundenspiele bestritten. An der Tabellenspitze fochten der Hamburger SV und der FC St. Pauli ein einsames Rennen aus. Am Rundenende hatten der VfL Osnabrück und Werder mit jeweils 26:18 Punkten die gleiche Bilanz vorzuweisen und bestritten deshalb ein Entscheidungsspiel um Platz 4. Beim 3:1-Erfolg hütete Höger wiederum das Tor und Hundt, Richard Ackerschott, Hugo Scharmann, Gerd Schüttners und Walter Hoffmeister komplettierten die Verteidigung, die insbesondere Nordtorjäger Adolf Vetter keinen Treffer gestattete. Am 8. Mai verlor Werder Bremen aber das Spiel um die Britische Zonenmeisterschaft mit 2:3 n. V. gegen Borussia Dortmund. Im Dezember 1948 zog Höger überraschend nach Peine weiter, dort hatte sein Vater Karl das Traineramt beim neu gegründeten SC Peine 48 übernommen und Dragomir Ilic wurde über Nacht zum Nachfolger des Torwarts bei Werder Bremen.
In Peine hatte der Weinfabrikant Bruno Walter Engelhardt 1948 den SC Peine 48 gegründet und die „Weinelf“ wurde überlegen Meister in der Bezirksklasse und stieg mit Spielern wie Lothar Schröder, Heinrich Nehlsen und Josef Glowala in die neu gebildete Verbandsliga Niedersachsen (3. Liga) auf. Die Leistungen welche Höger in der Rückrunde beim SC gezeigt hatte, führten ihn im Mai 1949 in die Niedersachsenauswahl, welche in Hannover ein internationales Freundschaftsspiel gegen Rotherham United bestritt und vor 12.000 Zuschauern mit 5:1 gewann. Er spielte dabei an der Seite von Jupp Posipal, Fritz Apel, Willi Fricke, Ernst Naab und Walter Schemel. Dem Aufsteiger glückte 1949/50 mit 53:7 Punkten und 120:28 Toren überlegen der sofortige Titelgewinn. Es kam aber das plötzliche Aus im Mai 1950, nur wenige Tage nach dem Aufstieg in die Amateuroberliga Niedersachsen. Engelhardts Weinfirma musste Vergleich anmelden und die zwei erfolgreichen Jahre des SC waren damit Geschichte. Der Verein ging im FSV Peine auf, Höger jun. nahm das Angebot der SpVgg Fürth aus der Oberliga Süd an und wechselte zur Saison 1950/51 nach Süddeutschland, während sein Vater noch ein Jahr in Peine blieb.
Unter Trainer Helmut Schneider erreichte die Kleeblattelf mit 45:23 Punkten und 86:43 Toren die Vizemeisterschaft in der Oberliga Süd und Höger hatte in 30 Ligaeinsätzen die Richtigkeit seiner Verpflichtung unter Beweis gestellt. Mit Leistungsträgern wie Horst Hoffmann, Adolf Knoll, Richard Gottinger, Torjäger Horst Schade, Hans Nöth, Max Appis, Paul Vorläufer, Herbert Erhardt, Hans Plawky und Hans Bauer zog er mit Fürth in die Endrunde um die Deutsche Meisterschaft ein. Dort absolvierte der Torhüter alle sechs Gruppenspiele gegen den 1. FC Kaiserslautern, FC Schalke 04 und den FC St. Pauli.
Im zweiten Jahr belegte er mit Fürth den 6. Rang und hatte erneut 30 Ligaspiele bestritten, ehe er nach dem dritten Jahr nach insgesamt 84 Oberligaeinsätzen der Ronhof-Elf den Rücken kehrte und fortan bei Schwarz-Weiß Essen seine Fangkünste zeigte. Die Schwarz-Weißen hatten neben Höger auch noch Edmund Kasperski, Adolf Knoll, Alfred Mikuda und Hubert Schieth neu unter Vertrag genommen und wollten unbedingt den Abstiegskampf des Jahres 1952/53 mit dem 13. Rang vergessen machen. Höger absolvierte unter Trainer Fritz Buchloh 25 Ligaspiele und der ETB erreichte mit 31:29 Punkten den 6. Rang und hatte die Abstiegsplätze weit hinter sich gelassen. Der 32-jährige Routinier beendete im Sommer 1955 seine Laufbahn in der Erstklassigkeit und war danach noch als Trainer im Amateurbereich beim Essener SV 1899 und beim VfB Rheingold Emmerich mit dem Fußball verbunden.